# Psaltirea de la St Albans
Psaltirea de la St Albans (în germană Albani-Psalter) este o psaltire adusă în Germania de călugării benedictini expulzați din Anglia în contextul Războiul Civil Englez (1642-1651). În prezent se află în muzeul catedralei din Hildesheim.

## Istoric
Psaltirea a fost scrisă în secolul al XII-lea în scriptoria Mănăstirii St. Alban⁠(en)[traduceți] din St Albans. 